# Arcidiocesi di Raipur
L'arcidiocesi di Raipur (in latino Archidioecesis Raipurensis) è una sede metropolitana della Chiesa cattolica in India. Nel 2022 contava 48.440 battezzati su 21.572.964 abitanti. È retta dall'arcivescovo Victor Henry Thakur.

## Territorio
L'arcidiocesi comprende 14 distretti civili dello stato indiano del Chhattisgarh: Raipur, Durg, Rajnandgaon, Kawardha (Kabirdham), Mahasamund, Dhamtari, Bilaspur, Janjgir-Champa, Baloda Bazar, Bemetara, Balod, Gariaband, Mungeli e Korba; e una porzione minore del distretto di Sarangarh-Bilaigarh.
Sede arcivescovile è la città di Raipur, dove si trova la cattedrale di San Giuseppe.
Il territorio è suddiviso in 68 parrocchie.

### Provincia ecclesiastica
La provincia ecclesiastica di Raipur, istituita nel 2004, comprende le seguenti suffraganee:
- la diocesi di Ambikapur,
- l'eparchia di Jagdalpur,
- la diocesi di Jashpur,
- la diocesi di Raigarh.

## Storia
La prefettura apostolica di Raipur fu eretta il 16 gennaio 1964 con la bolla Religio vera di papa Paolo VI, ricavandone il territorio dall'arcidiocesi di Nagpur.
Il 28 luglio dello stesso anno fu separata dalla provincia ecclesiastica dell'arcidiocesi di Nagpur, alla quale apparteneva, e resa suffraganea dell'arcidiocesi di Bhopal con il decreto Quo efficacius della Congregazione di Propaganda Fide.
Il 16 giugno 1966 ampliò il proprio territorio con il distretto di Bastar, appartenuto alla diocesi di Visakhapatnam (oggi arcidiocesi).
Il 23 marzo 1972 cedette una porzione del suo territorio a vantaggio dell'erezione dell'esarcato apostolico di Jagdalpur (oggi eparchia).
Il 5 luglio 1973 la prefettura apostolica fu elevata a diocesi con la bolla Quamquam Ecclesia dello stesso papa Paolo VI.
Il 27 febbraio 2004 la diocesi fu ancora elevata al rango di arcidiocesi metropolitana con la bolla Cum constet Ecclesiam di papa Giovanni Paolo II.

## Cronotassi dei vescovi
Si omettono i periodi di sede vacante non superiori ai 2 anni o non storicamente accertati.
- John A. Weidner, S.A.C. † (17 gennaio 1964 - 1973 dimesso)
  - John A. Weidner, S.A.C. † (8 febbraio 1974 - 17 agosto 1974 deceduto) (amministratore apostolico, per la seconda volta)
  - Francis Werner Hunold, S.A.C. † (1974 - 1984 dimesso) (amministratore apostolico)
- Philip Ekka, S.I. † (20 ottobre 1984 - 15 febbraio 1991 dimesso)
- Joseph Augustine Charanakunnel (21 novembre 1992 - 3 luglio 2013 ritirato)
- Victor Henry Thakur, dal 3 luglio 2013

## Statistiche
L'arcidiocesi nel 2022 su una popolazione di 21.572.964 persone contava 48.440 battezzati, corrispondenti allo 0,2% del totale.
| anno | popolazione | popolazione | popolazione | presbiteri | presbiteri | presbiteri | presbiteri                | diaconi | religiosi | religiosi | parrocchie |
| anno | battezzati  | totale      | %           | numero     | secolari   | regolari   | battezzati per presbitero | diaconi | uomini    | donne     | parrocchie |
| ---- | ----------- | ----------- | ----------- | ---------- | ---------- | ---------- | ------------------------- | ------- | --------- | --------- | ---------- |
| 1970 | 24.102      | 7.800.000   | 0,3         | 27         | 13         | 14         | 892                       |         | 23        | 116       | 8          |
| 1980 | 32.093      | 7.498.019   | 0,4         | 68         | 45         | 23         | 471                       |         | 116       | 222       | 37         |
| 1990 | 40.927      | 13.578.294  | 0,3         | 89         | 65         | 24         | 459                       |         | 34        | 312       | 56         |
| 1999 | 44.129      | 11.821.000  | 0,4         | 119        | 91         | 28         | 370                       |         | 36        | 372       | 59         |
| 2000 | 43.889      | 11.760.700  | 0,4         | 110        | 76         | 34         | 398                       |         | 46        | 334       | 63         |
| 2001 | 46.900      | 11.866.000  | 0,4         | 110        | 76         | 34         | 426                       |         | 42        | 380       | 61         |
| 2002 | 47.481      | 11.546.784  | 0,4         | 140        | 96         | 44         | 339                       |         | 54        | 386       | 61         |
| 2003 | 47.921      | 11.546.784  | 0,4         | 143        | 97         | 46         | 335                       |         | 49        | 389       | 62         |
| 2004 | 48.949      | 11.546.784  | 0,4         | 150        | 98         | 52         | 326                       |         | 59        | 401       | 63         |
| 2010 | 59.997      | 15.553.000  | 0,4         | 130        | 89         | 41         | 461                       |         | 53        | 323       | 78         |
| 2014 | 72.997      | 17.122.891  | 0,4         | 147        | 87         | 60         | 496                       |         | 69        | 513       | 66         |
| 2017 | 74.500      | 17.783.000  | 0,4         | 155        | 85         | 70         | 480                       |         | 82        | 551       | 66         |
| 2020 | 53.800      | 18.871.400  | 0,3         | 177        | 90         | 87         | 303                       |         | 103       | 481       | 68         |
| 2022 | 48.440      | 21.572.964  | 0,2         | 174        | 85         | 89         | 278                       |         | 101       | 552       | 68         |